# Villechétif
Villechétif település Franciaországban, Aube megyében. Lakosainak száma 945 fő (2022. január 1.). Villechétif Assencières, Bouranton, Creney-près-Troyes, Mesnil-Sellières, Saint-Parres-aux-Tertres és Thennelières községekkel határos.

## Népesség
A település népessége az elmúlt években az alábbi módon változott:
| Lakosok száma | 301  | 707  | 667  | 773  | 945  | 921  | 927  | 934  | 949  | 945  |
|               | 1968 | 1982 | 1999 | 2006 | 2011 | 2015 | 2017 | 2018 | 2020 | 2022 |